# Duane Washington
Duane Eddy Washington (Eschwege, 31 agosto 1964) è un ex cestista statunitense, professionista nella NBA, in Europa e in Sudamerica.

## Biografia
È il fratello di Derek Fisher e il padre di Duane Washington, anch'essi cestisti.

## Carriera
È stato selezionato dai Washington Bullets al secondo giro del Draft NBA 1987 (36ª scelta assoluta).

## Palmarès
- 3 volte campione USBL (1988, 1992, 1993)
- USBL Postseason MVP (1992)
- All-USBL First Team (1992)
- Miglior passatore USBL (1988)
- Campione CBA (1989)
- Coppa di Germania: 1

Skyliners Frankfurt: 2000